# Parc Haga
Le parc Haga, en suédois Hagaparken, est un parc à l'anglaise situé à Solna dans la proche banlieue de Stockholm en Suède. Créé sous l'impulsion du roi Gustave III, il s'étend sur 144 hectares, sur la rive ouest du lac Brunnsviken.
Le parc comprend un certain nombre de bâtiments historiques : châteaux, pavillons et temples, dont deux des résidences officielles de la famille royale de Suède : le château de Haga et le pavillon de Gustave III. On y trouve aussi les ruines d'un palais dont la construction a été abandonnée en 1792.

## Création et aménagement du parc Haga

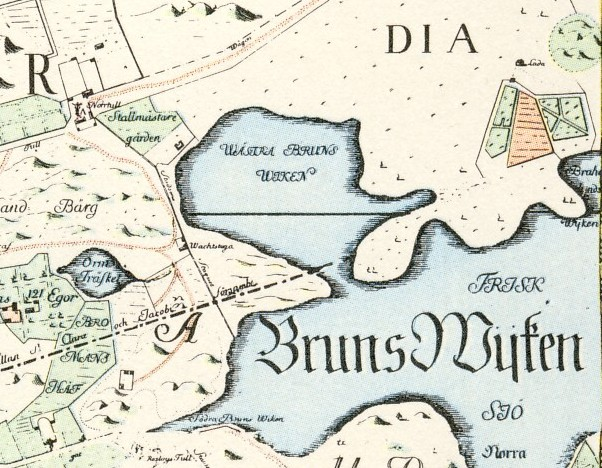
La partie sud du lac Brunnsviken, carte de Petrus Tillaeus datée de 1733. Le nord est à droite.

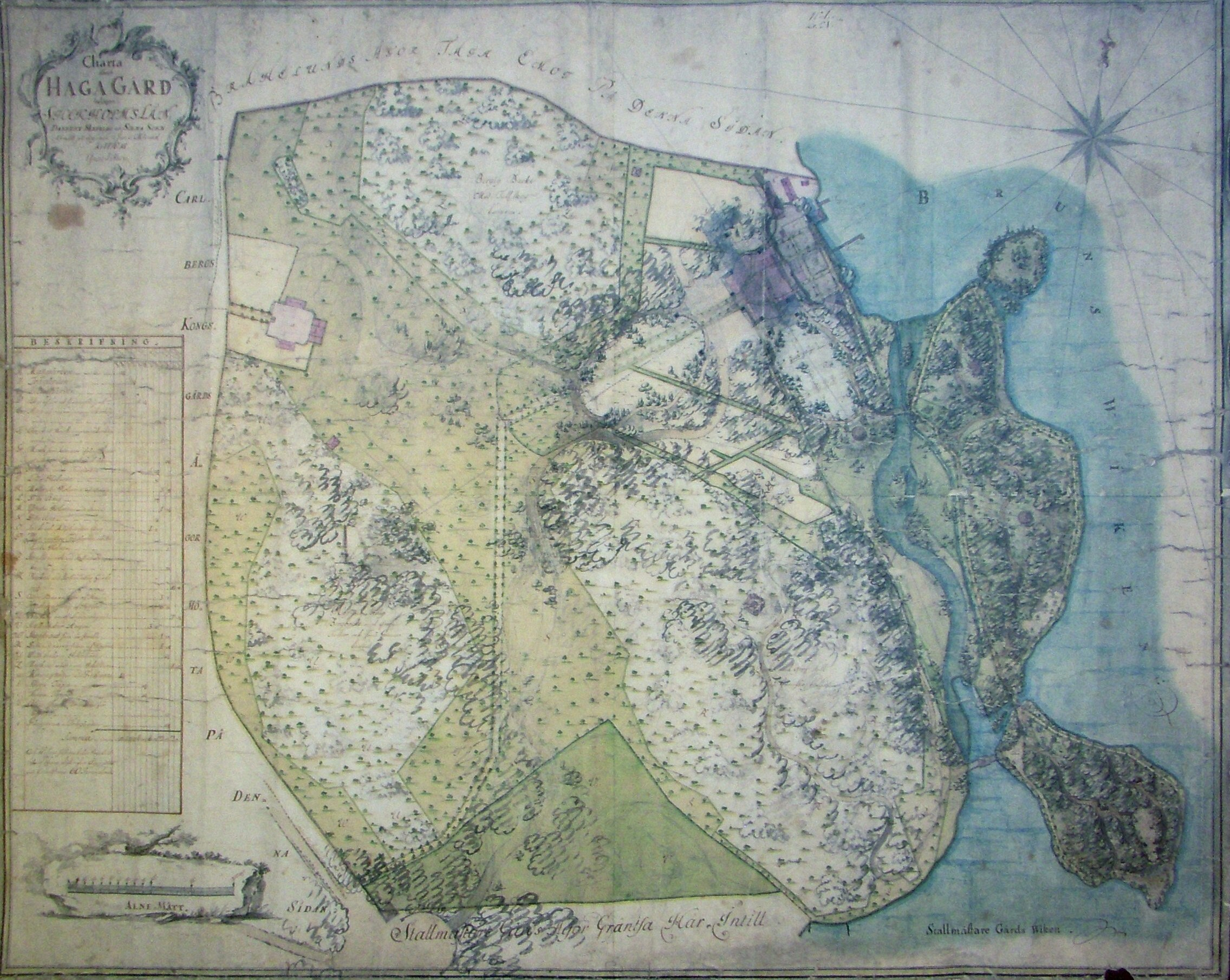
Carte du parc Haga par Isaac Lithov, années 1770.

Une carte réalisée par Petrus Tillaeus en 1733 montre que le terrain situé au sud-ouest du lac Brunnsviken est au début du XVIIIe siècle une zone naturelle rurale. On y trouve aussi plusieurs auberges, dont une est située sur le terrain du futur parc, dans le vieux Haga.
Le roi Gustave III grandit et est éduqué dans l'idéal des Lumières. Vivre au sein de la nature fait partie de la pensée philosophique de l'époque, et le roi est fortement marqué par sa rencontre avec Jean-Jacques Rousseau à Paris en 1771. À l'été 1767, il réside sur le domaine de Haga, dans le vieux Haga, dont il se porte acquéreur quatre ans plus tard. Son intention est alors d'y créer un jardin anglais de taille modeste, qui voit le jour pendant les années 1771-1780. Un plan de ce jardin anglais est réalisé en 1770 par le géomètre Isaac Lithov. En 1785, Gustave III devient propriétaire du domaine de Brahelund, situé au nord du vieux Haga. Ceci a pour effet de plus que doubler la superficie du parc.
Le parc actuel est créé dans les années 1780 à 1797. Les architectes qui participent à sa réalisation, et à la construction des bâtiments qui y sont situés, sont Fredrik Magnus Piper, Louis-Jean Desprez, Olof Tempelman et Carl Christoffer Gjörwell. Les intérieurs des bâtiments sont l'œuvre de Louis Masreliez. Gustave III lui-même est l'auteur de plusieurs croquis du parc et des constructions attenantes.

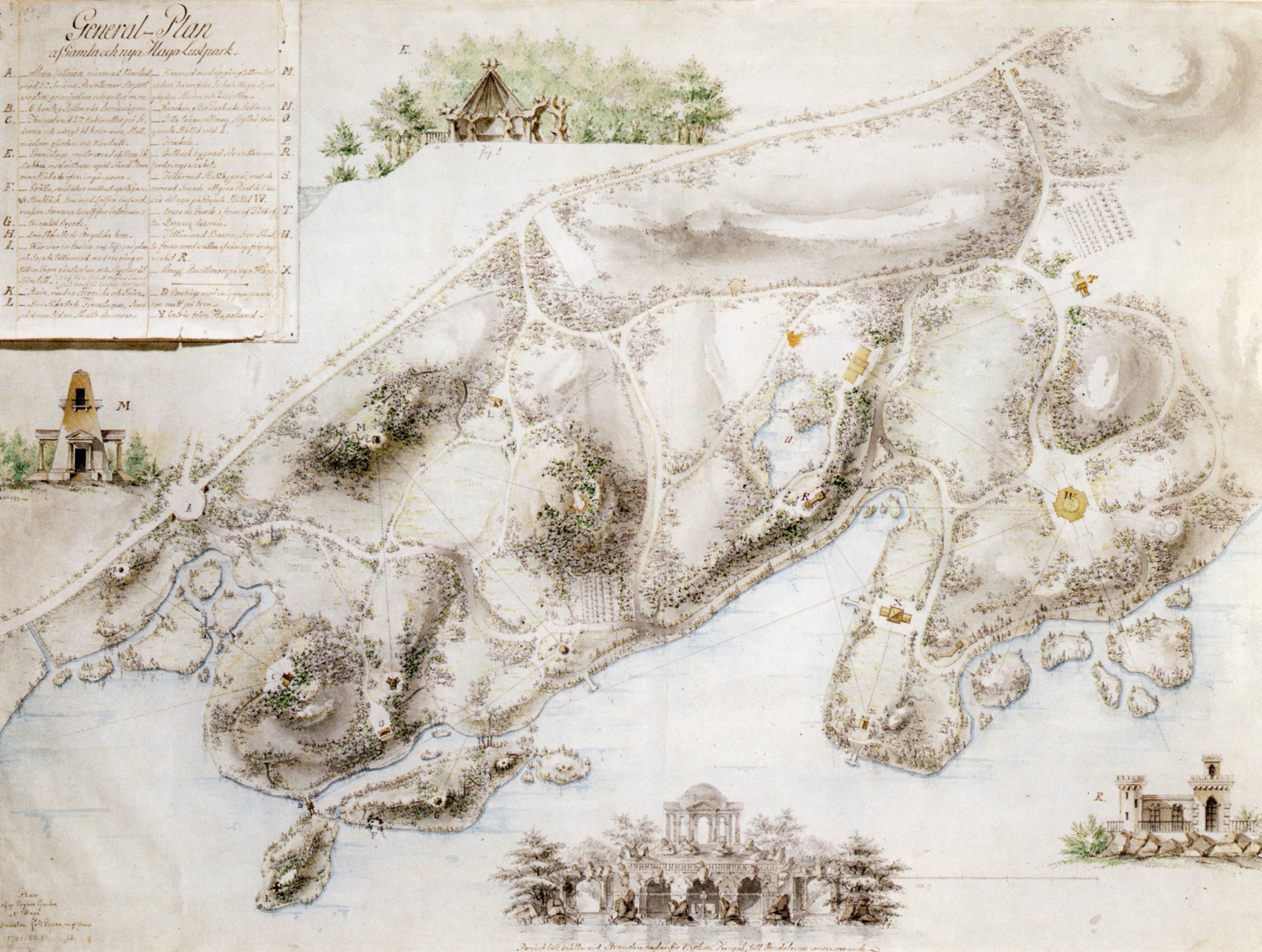
Plan général du parc Haga par Fredrik Magnus Piper daté de 1781. Le nord est à droite.

Fredrik Magnus Piper, qui a étudié en Angleterre, est l'architecte royal chargé des parcs, et l'intendant des parcs de loisir du roi. En 1781, il présente son plan général pour la création d'un parc anglais à Haga. Ce plan recense également les bâtiments existants et à venir. L'emplacement des nouveaux bâtiments est basé sur des lignes de vue que Piper identifie sur son plan. L'idée est qu'une fois les feuilles des arbres tombées en automne, le regard des visiteurs et des observateurs soit attiré par les belles constructions. C'est ainsi que pendant les mois d'hiver, on peut par exemple voir le pavillon chinois depuis le kiosque turk ou depuis le vieux Haga. L'un des points dominants du parc sera le futur grand château de Haga, duquel partent cinq lignes de vue, dont une va jusqu'au palais royal de Stockholm, distant de cinq kilomètres.
Le long de la rive sud-ouest du lac Brunnsviken, le terrain est remodelé pour former une transition douce entre parties boisées et parties ouvertes avec la création de larges pelouses. Ce qui aujourd'hui semble naturel est en réalité le résultat d'importants travaux de terrassement. Le parc est également doté de deux pépinières. En 1785, Johan Christian Ackermann prend la direction des travaux d'aménagement. Entre 1787 et 1790, on crée un réseau de canaux et d'îlots, et lorsque s'achève l'année 1800, 26 000 arbres ont été plantés.
Au-delà du terrain occupé aujourd'hui par le parc Haga, c'est une zone beaucoup plus vaste autour du lac Brunnsviken que le roi Gustave III souhaite aménager. Après un voyage en Italie en 1783-1784, il envisage de transformer la zone Haga-Brunnsviken en un lieu comparable à la campagne romaine, ce qui explique les noms choisis pour certains sites proches du lac, tels qu'Albano, Frescati et Tivoli. Après son assassinat en 1792, ses projets sont toutefois abandonnés, et pour les architectes qui y sont associés, les années qui suivent se révèlent difficiles. L'un d'entre eux, Louis-Jean Desprez, connaitra même la misère avant sa mort en 1804.

## Le parc Haga après le règne de Gustave III

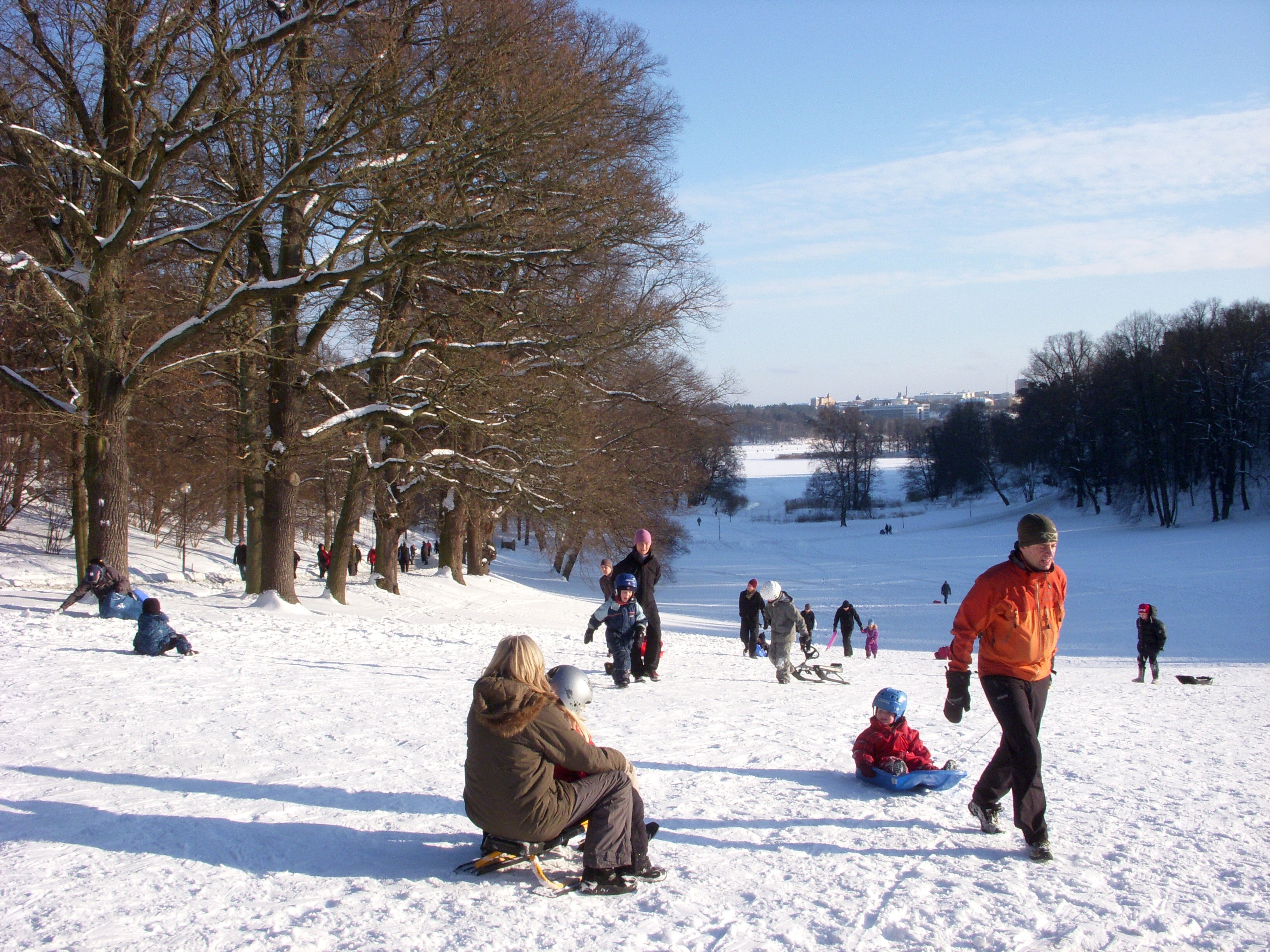
La grande pelouse du parc Haga pendant l'hiver 2010.

Depuis le XIXe siècle, le parc Haga est un lieu d'excursion populaire pour les habitants de Stockholm. L'ouverture au public des parcs royaux est un phénomène général en Europe à cette époque. En 1863, après que le niveau des eaux du lac Brunnsviken a été abaissé de 1,25 mètre, les canaux situés au sud du château, qui étaient déjà presque secs, sont détruits. Cette zone est alors recouverte d'une pelouse, mais on peut encore aujourd'hui deviner la position des anciens canaux. En 1869, l'un des trésors du parc est démoli : le temple de Cupidon et Psyché, construit en 1788 par Louis-Jean Desprez en style néo-classique.

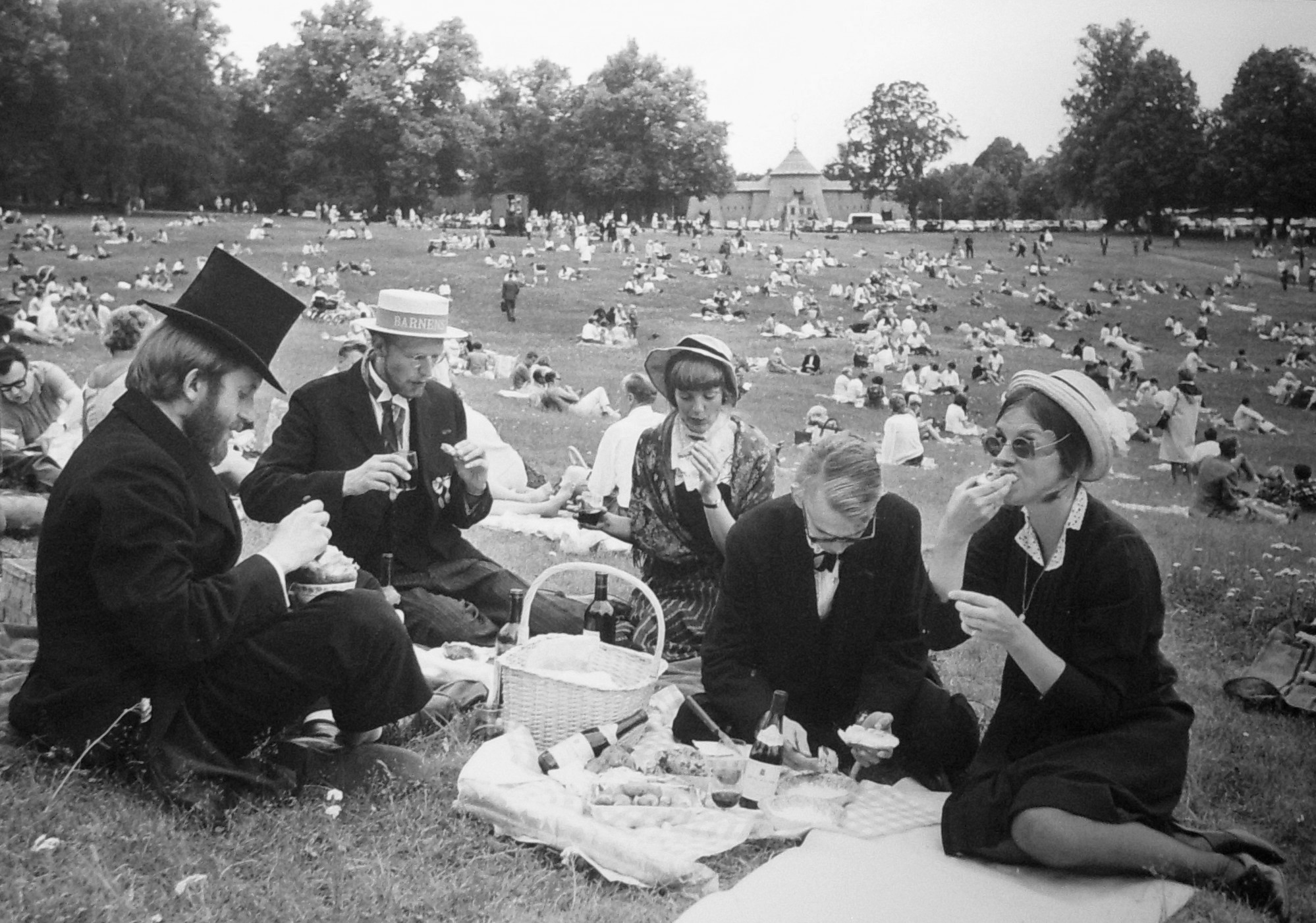
Le festival Bellman en 1967.

Le parc Haga est classé monument historique (byggnadsminne) depuis 1935, et en 1994 il a été inclus dans le parc national urbain de Stockholm-Solna, le premier parc national urbain de Suède. L'un des éléments topographiques les plus remarquables du parc est le sommet de Frösunda (Frösundatoppen) qui en constitue la bordure nord. Cette butte artificielle, qui culmine à environ 100 m d'altitude, a été créée dans les années 1960 avec de la terre provenant des travaux d'excavation qui avaient lieu au même moment dans le quartier de Klara à Stockholm.
En juillet 1967, le festival Bellman est organisé pour la première fois par le théâtre de plein air de Stockholm (Stockholms Parkteater). Ce festival à la mémoire de Carl Michael Bellman inclut des représentations de farces satiriques chantées et des concerts, et un grand pique-nique est organisé sur la pelouse au pied des tentes de cuivre. L'expérience sera renouvelée pendant une dizaine d'années et attirera plusieurs milliers de visiteurs. La scène mobile du théâtre de plein air était du reste entreposée dans le parc lorsqu'elle ne servait pas. Jusqu'en 1975, l'atelier de peinture du théâtre se trouvait également à Haga.
Le parc Haga a été désigné "meilleur exemple de parc à l'anglaise au monde" par la British Garden Society. Il est aujourd'hui géré par un établissement public, l'administration des biens immobiliers de l'État suédois (Statens fastighetsverk) en collaboration avec l'administration du Djurgården royal (kungliga Djurgårdens förvaltning), qui dépend de la famille royale de Suède.

## Panorama – le parc tel qu'on l'envisageait à la fin du XVIII

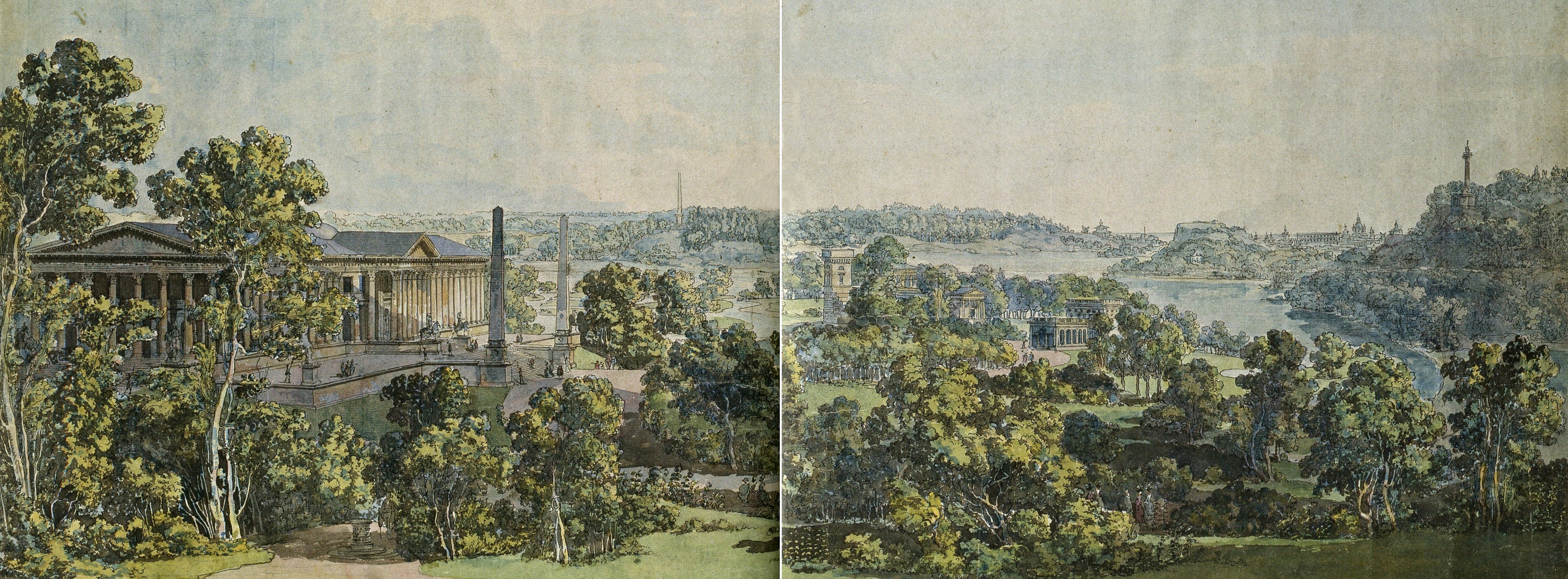
Illustration de Louis-Jean Desprez, datée de 1791 environ, montrant le parc tel qu'il était alors envisagé.
Le grand bâtiment sur la gauche est le grand château de Haga qui ne fut jamais achevé, seules les fondations sont conservées aujourd'hui. Au loin à l'horizon sur la droite on aperçoit le palais royal de Stockholm qui devait disposer d'une vue sur le lac Brunnsviken le long d'une avenue. Au milieu de la page de droite, se trouve le pavillon de Gustave III, et derrière lui le temple de Cupidon et Psyché qui fut démoli en 1869. La tour sur le bord de la page de droite appartient à un observatoire qui ne fut jamais construit. Au loin sur l'autre rive du lac se dresse l'obélisque en bois de la villa Frescati.

## Constructions (sélection)
| Illustration | Nom français                   | Nom suédois            | Date            | Type                                 | Architecte                                      | Historique                                                      | Divers                                                                        |
| ------------ | ------------------------------ | ---------------------- | --------------- | ------------------------------------ | ----------------------------------------------- | --------------------------------------------------------------- | ----------------------------------------------------------------------------- |
|              | Temple de Cupidon et de Psyché | Amor och Psyketemplet  | 1788-95         | Temple                               | Louis-Jean Desprez                              | Démoli en 1869.                                                 | Subsiste un monticule recouvert de végétation.                                |
|              | Temple de l'écho               | Ekotemplet             | 1790            | Pavillon de jardin                   | Carl Christoffer Gjörwell                       | Rénové en 1846 et 1993.                                         | Utilisé comme salle à manger par le roi Gustave III.                          |
|              | Hangar agricole                | Ekonomibyggnaden       | Années 1780     | Hangar agricole                      | Tempelman et Desprez                            | Rénové en 1850 par Georg Theodor von Chiewitz.                  | Rémplacé en 1932 par l'actuel hangar agricole de Ragnar Hjorth.               |
|              | Vieux Haga                     | Gamla Haga             | Avant 1767      | Résidence royale                     | Inconnu                                         | Déplacé en 1785 vers son emplacement actuel.                    | Utilisé comme résidence par le roi Gustave III, aujourd'hui résidence privée. |
|              | Pavillon de Gustave III        | Gustav III:s paviljong | Agrandi en 1787 | Résidence royale                     | Olof Tempelman                                  | Rénové en 1840 et 1946.                                         | Inclus dans les visites guidées du parc.                                      |
|              | Château de Haga                | Haga slott             | 1802-05         | Résidence royale                     | Carl Christoffer Gjörwell                       | Utilisé après 1966 par l'état suédois comme salle de réception. | Depuis 2010 résidence de la princesse héritière Victoria et du prince Daniel. |
|              | Grand château de Haga          | Stora Haga slott       | 1786-1792       | Résidence de loisir et galerie d'art | Louis-Jean Desprez                              | Les travaux ont été interrompus en 1792.                        | Seules les fondations subsistent.                                             |
|              | Pavillon chinois               | Kinesiska paviljongen  | 1787            | Résidence de loisir                  | Louis-Jean Desprez                              | Rénové en 1974 et 1998.                                         | Une grande table octogonale se dresse au milieu du pavillon.                  |
|              | Tentes de cuivre               | Koppartälten           | 1787-90         | Baraquements                         | Tempelman (plans), Desprez (façades)            | Incendie en 1953, reconstruit en 1964, rénové en 1978 et 1983.  | Abrite aujourd'hui restaurant, café, musée et résidence privée.               |
|              | Grande écurie                  | Stora stallet          | 1789-91         | Écurie                               | Louis-Jean Desprez                              | Construction abandonnée en 1791 pendant les excavations.        | Ne subsiste aujourd'hui qu'un grand trou dans le sol.                         |
|              | Kiosque turc                   | Turkiska kiosken       | 1788            | Salle de conseil du roi              | Fredrik Magnus Piper et Louis Masreliez         | Rénové en 1924.                                                 | Non-inclus dans les visites guidées du parc.                                  |
|              | Haga septentrional             | Övre Haga              | 1789-89         | Entrepôt, orangerie, écurie, étable  | Louis-Jean Desprez et Carl Christoffer Gjörwell | Agrandi dans les années 1840 par Georg Theodor von Chiewitz.    | Le corps de logis sert depuis les années 1960 d'atelier artistique.           |